# Ankara (tỉnh)
Tỉnh Ankara (tiếng Thổ Nhĩ Kỳ: Ankara ili) là một tỉnh ở miền trung Thổ Nhĩ Kỳ, là nơi có thủ đô quốc gia Ankara.

## Địa lý
Tỉnh này nằm trên vùng đồng bằng rộng lớn ở miền trung Anatolia, với những khu rừng trên núi về phía bắc và đồng bằng khô hạn Konya ở phía nam. Các sông chính là các hệ thống Kızılırmak và sông Sakarya. 50% diện tích đất được sử dụng cho nông nghiệp, 28% là rừng và 10% là các đồng cỏ. Hồ nước mặn lớn nhất là Tuz Golu nằm một phần trong tỉnh này. Đỉnh cao nhất với độ cao 2.015m là Işık Dağı.

## Các huyện
1. Akyurt
2. Altındağ
3. Ayaş
4. Balâ
5. Beypazarı
6. Çamlıdere
7. Çankaya
8. Çubuk
9. Elmadağ
10. Etimesgut
11. Evren
12. Gölbaşı
13. Güdül
14. Haymana
15. Kalecik
16. Kazan
17. Keçiören
18. Kızılcahamam
19. Mamak
20. Nallıhan
21. Polatlı
22. Pursaklar
23. Sincan
24. Yenimahalle
25. Şereflikoçhisar

Các huyện Etimesgut, Yenimahalle, Çankaya, Keçiören, Altındağ, Akyurt, Sincan hợp thành thành phố (büyük şehir) Ankara, đồng thời giữ vai trò là thủ đô của Thổ Nhĩ Kỳ.